# Zendikar
(Chadir il navigatore)

Il logo del set

Zendikar è un'espansione del gioco di carte collezionabili Magic: l'Adunanza, edito da Wizards of the Coast. In vendita in tutto il mondo dal 2 ottobre 2009, è il primo set di tre del Blocco di Zendikar, che comprende anche Worldwake e Ascesa degli Eldrazi.

## Ambientazione
(Chandra Nalaar)
Questo set è ambientato in un nuovo piano dimensionale, Zendikar appunto. Questo piano è molto famoso fra i viandanti dimensionali, in quanto il suo mana, ovvero l'energia magica, è estremamente potente, ma anche difficilmente controllabile. Tantissimi viaggiatori dei piani tentano quindi di impadronirsi dei tesori nascosti di Zendikar, spronati dalle innumerevoli leggende che circolano sul suo conto, ma pochi sopravvivono al tentativo.

Anche i pochi abitanti autoctoni di Zendikar non sono immuni al richiamo delle inestimabili ricchezze che si celano in questo mondo selvaggio. Le varie razze che lo popolano sono organizzate in case di spedizione, un incrocio fra una gilda e una taverna, non esistono grandi città, ma solo piccoli avamposti, e le varie civiltà, se così si possono definire, tendono a collaborare fra loro per sopravvivere a una natura ostile.

Zendikar è formato da sette continenti:
- Akoum

Akoum è un continente montuoso geologicamente instabile, costellato di fumarole vulcaniche, crepacci dai quali fuoriesce fluido il magma e geyser di gas sconosciuti. Proprio attorno a questi geyser crescono delle strane piante e si forma un ecosistema bizzarro. Per il resto il continente appare desertico, anche a causa dell'elevatissima escursione termica e delle imprevedibili tempeste di rocce che si abbattono dal cielo. Una caratteristica affascinante quanto pericolosa sono le distese di cristalli presenti in Akoum, tanto belli e scintillanti quanto affilati e taglienti. Il campo di Affa è uno degli insediamenti principali del continente, ma le uniche forme di vita intelligenti indigene di Akoum sono i goblin, se di intelligenza si può parlare nel loro caso.
- Bala Ged

Questo continente meridionale ha un clima molto umido, che permette a una immensa foresta pluviale di ricoprirlo integralmente. L'elevato tasso di umidità causa anche il proliferare incontrollato di funghi, alghe e muffe velenose. Due regioni di Bala Ged sono popolate da tribù di elfi: Mul Daya e Joraga. Gli elfi di Joraga sono organizzati in tribù nomadi dalla cultura molto complessa, che custodiscono gelosamente in modo anche xenofobo, disprezzano le altre razze di Zendikar e anche le altre tribù elfiche. La maggior parte degli insediamenti fissi degli elfi di Joraga sono costruiti sugli alberi della foresta di Oran-Rief. Un'altra tribù originaria di questo luogo, gli elfi di Tajuru, sono stati scacciati da Joraga e si sono diffusi su Murasa e Tazeem. Nella zona paludosa di Bala Ged risiede la razza di rettili noti come surrakar.
- Guul Draz

Anche questo continente ha un clima molto umido, a un punto tale da non permettere lo sviluppo di grandi foreste, ma di immense paludi e fetide lagune. È un continente in cui si nascondono miriadi di antiche rovine, la più importante delle quali è la Cisterna di Hagra, un'immensa costruzione che sta lentamente sprofondando nel fango degli acquitrini che la circondano. Guul Draz è dominato dalle famiglie di vampiri, la cui importanza è determinata soprattutto dai legami sociali stretti con le altre famiglie. Le più importanti sono i Nirkana, i Kalastria, gli Emevera, gli Urnaav e i Ghet, ma decine di altre famiglie minori sono sparse per tutto il continente. Il più importante insediamento di Guul Draz è la città di Malakir, dove risiedono i Capi Sanguinari (ovvero i progenitori) delle famiglie più importanti.
- Murasa

Circondata da alte scogliere, Murasa è famosa per le foreste di Jaddi, le numerose valli profonde e creste scoscese. Il vento soffia attraverso le valli profonde fino alle pareti di roccia più umide in penombra nelle caverne. La strada di Kazuul è l'accesso più semplice e sicuro per entrare a Murasa, ma Kazuul è un ogre schiavista che controlla il percorso e chiede un pedaggio ad ogni esploratore se questi vuole entrare nel continente vivo.
- Tazeem

Ospita una gigantesca foresta lussureggiante chiamata Oran-Rief, un mare chiamato Halimar e Umara. L'intero continente è sovrastato da giganteschi edri galleggianti.
- Ondu

Questo strano continente è caratterizzato da una esasperata verticalità, e nell'esplorarlo si ha la sensazione di procedere verso l'alto o verso il basso piuttosto che verso nord, sud, ovest o est. Alcuni esempi sono l'abissale cripta di Agadeem, gli altissimi alberi giganti della foresta di Legnotorto o le profonde fosse di Makindi. Al largo della costa meridionale vi è poi l'isola di Jwar, detta anche l'isola dei segreti, cosparsa di enormi teste di granito semisotterrate. Da quest'isola si sprigionano misteriosi fasci di luce blu, dall'origine ignota, che illuminano a giorno il cielo sovrastante.
- Sejiri

Questo continente polare è un immenso altopiano ricoperto di steppe sempre ghiacciate, sul quale si sviluppano catene montuose estremamente alte. Anche qui si celano molte rovine e tesori, e a dispetto del clima Sejiri è popolato da sfingi, grifoni e felidar.

### Il Torbido
Il Torbido è un fenomeno magico estremamente violento, in grado di aprire le acque del mare, rivoltare la terra provocando devastanti terremoti e cataclismi improvvisi, di far emergere immensi macigni di roccia sepolti fino a farli turbinare in aria per poi farli sprofondare nuovamente nel terreno quando si sposta in un'altra zona. Gli abitanti di Zendikar considerano il Torbido alla stregua di un comune effetto meteorologico, ma i viandanti dimensionali sanno che questo fenomeno di inaudita potenza è tutt'altro che normale, e cercano di carpirne i segreti, sperando magari di poter incanalare l'energia magica che lo scatena.

### Gli edri
Sparsi sui sette continenti di Zendikar si possono trovare una quantità infinita di monoliti ricoperti da antiche rune, comunemente chiamati edri. Le dimensioni di queste rocce dalla forma geometrica possono variare molto, il più grande supera i 15 chilometri di ampiezza, e si possono trovare ovunque, sotterrati da decine di metri di terra, fluttuanti nel cielo e liberi di vagare, sommersi nel mare o sepolti nella giungla. Nessuno ha memoria della loro provenienza né sa leggere le rune incise sulla loro superficie. Alcuni sono perfettamente intatti mentre altri sono stati completamente fatti a pezzi, tuttavia gli edri emanano ancora un'immensa energia, che attrae esploratori da ogni parte del multiverso, desiderosi di capire come potersene impadronire.

## Caratteristiche

Il simbolo dell'espansione

Zendikar è composta da 249 carte, stampate a bordo nero, così ripartite:
- per colore: 39 bianche, 39 blu, 39 nere, 39 rosse, 39 verdi, 14 incolori, 41 terre.
- per rarità: 101 comuni, 60 non comuni, 53 rare, 15 rare mitiche e 20 terre base.

Il simbolo dell'espansione è un rombo diviso in due parti, rappresentante un edro, e si presenta nei consueti quattro colori a seconda della rarità: nero per le comuni, argento per le non comuni, oro per le rare e bronzo per le rare mitiche.
Zendikar è disponibile in bustine da 15 carte casuali e in 5 mazzi tematici precostituiti da 41 carte ciascuno:
- Kor Armory (bianco)
- Unstable Terrain (blu/verde)
- Rise of the Vampires (nero)
- Pumped Up (blu/rosso)
- The Adventurers (verde/rosso)

### Prerelease
Zendikar fu presentata in tutto il mondo durante i tornei di prerelease il 26 settembre 2009, in quell'occasione venne distribuita una speciale carta olografica promozionale: i Baloth Infuriati, che presentava un'illustrazione alternativa rispetto alla carta che si poteva trovare nelle bustine.

### Ristampe
Nel set sono state ristampate le seguenti carte da espansioni precedenti:
- Boa di Fiume (presente nell'espansione Visioni e nel set base Sesta Edizione)
- Eliminare (presente nelle espansioni Spirale Temporale e Frammenti di Alara e nei set base Decima Edizione e Magic 2010)
- Erpice (dalle espansioni Tempesta e Invasione)
- Fango Mentale (presente nell'espansione Tormento e nel set base Ottava Edizione)
- Frantumare (presente nell'espansione Odissea e nei set base dall'Ottava Edizione alla Decima Edizione comprese)

## Novità
Zendikar introduce nuove abilità nel gioco, oltre a riprendere una vecchia abilità del blocco di Invasione: il potenziamento. Inoltre in questa espansione vengono presentate tre nuove carte Planeswalker, un nuovo tipo di creatura e un nuovo tipo di istantaneo.

### Nuove abilità

#### Intimidire
L'abilità evasiva Intimidire permette ad una creatura attaccante dotata di questa abilità di essere bloccabile solamente da creature che condividano con essa almeno un colore, o che siano creature artefatto. Funziona in modo molto simile alla già nota abilità Paura, che rende una creatura imbloccabile a meno che non lo sia da parte di creature nere o creature artefatto.

#### Terraferma
Terraferma è un'abilità che si innesca ogniqualvolta una terra entra in gioco sotto il controllo del controllore del permanente con terraferma. L'effetto reale varia da carta a carta.

### Trappole
Trappola è un nuovo sottotipo di istantaneo o stregoneria, anche se finora è apparso solo sulle carte istantaneo. Di per sé questo sottotipo non ha effetti sul gioco, a meno che una carta gli faccia esplicitamente riferimento nel proprio testo, ma tutte le trappole hanno una caratteristica in comune: possono essere giocate ad un costo ridotto se si sono verificate nella partita alcune condizioni determinate dalla trappola stessa.

### Alleati
Alleato è un nuovo sottotipo di creatura. Di per sé questo sottotipo non ha effetti sul gioco, a meno che una carta gli faccia esplicitamente riferimento nel proprio testo, ma spesso le creature alleato hanno delle abilità che le rendono più forti se giocate in quantità, ad esempio un alleato potrebbe ricevere dei bonus ogni volta che un altro alleato entra nel campo di battaglia, (questi eventuali bonus sono stabiliti nel testo di ogni singola carta).